# Curt Geda
Curt Geda est un animateur, réalisateur et producteur américain de télévision né le 21 juin 1968 à La Nouvelle-Orléans. Il a, entre autres, réalisé la plupart des épisodes de la série Superman, l'Ange de Metropolis.

## Filmographie
Cinéma
- 2000 : Batman, la relève : Le Retour du Joker
- 2003 : Batman : La Mystérieuse Batwoman
- 2006 : Ultimate Avengers
- 2006 : Superman: Brainiac Attacks
- 2008 : Turok: Son of Stone (fi)
- 2009 : Wonder Woman
- 2010 : Batman et Red Hood : Sous le masque rouge (storyboard)

Séries télévisées
- 1988 : Yogi et compagnie
- 1996-2000 : Superman, l'Ange de Metropolis
- 1997-1998 : Batman
- 1999-2000 : Batman, la relève
- 2001-2002 : Le Projet Zeta
- 200-2003 : X-Men: Evolution
- 2003 : Kim Possible
- 2009 : Wolverine et les X-Men
- 2010 : Scooby-Doo : Mystères associés